# Dona Flor et ses deux maris (roman)
Dona Flor et ses deux maris : histoire morale, histoire d'amour (Dona Flor e Seus Dois Maridos : história moral e de amor) est un roman brésilien de Jorge Amado, paru en 1966.

## Résumé
Bahia, 1943. Une professeure de cuisine, la jeune Floripides, épouse le beau Vadinho, ardent, joueur et dépensier. À force d'excès, il meurt un jour de Carnaval. Dona Flor est désespérée et la jeune femme vit mal son veuvage. 
Conseillée par des amies bigotes, elle prend un deuxième époux, Teodoro, un pharmacien aussi sage et terne que Vadinho était séduisant et imprévisible. Ce dernier ne l'entend pas de cette oreille et revient d'entre les morts se manifester à sa veuve.

## Adaptations
- 1976 : Dona Flor et ses deux maris (Dona Flor e Seus Dois Maridos), film brésilien réalisé par Bruno Barreto
- 1982 : Mon fantôme bien-aimé (Kiss Me Goodbye), film américain réalisé par Robert Mulligan
- 2017 : Dona Flor e Seus Dois Maridos, film brésilien réalisé par Pedro Vasconcellos
- 2019 : Doña Flor y sus dos maridos, telenovela mexicaine